# Iola (Kansas)
Iola és una població dels Estats Units a l'estat de Kansas. Segons el cens del 2006 tenia 2.966 habitants.

## Demografia
Segons el cens del 2000, Iola tenia 6.302 habitants, 2.590 habitatges, i 1.590 famílies. La densitat de població era de 578 habitants/km².
Dels 2.590 habitatges en un 29,5% hi vivien nens de menys de 18 anys, en un 45,3% hi vivien parelles casades, en un 11,8% dones solteres, i en un 38,6% no eren unitats familiars. En el 33,5% dels habitatges hi vivien persones soles el 16,1% de les quals corresponia a persones de 65 anys o més que vivien soles. El nombre mitjà de persones vivint en cada habitatge era de 2,33 i el nombre mitjà de persones que vivien en cada família era de 2,96.
Per edats la població es repartia de la següent manera: un 25,5% tenia menys de 18 anys, un 12,2% entre 18 i 24, un 23,9% entre 25 i 44, un 20,4% de 45 a 60 i un 18,1% 65 anys o més.
L'edat mediana era de 36 anys. Per cada 100 dones de 18 o més anys hi havia 83,2 homes.
La renda mediana per habitatge era de 29.219$ i la renda mediana per família de 37.795$. Els homes tenien una renda mediana de 26.407$ mentre que les dones 19.407$. La renda per capita de la població era de 14.741$. Entorn del 14% de les famílies i el 18,6% de la població estaven per davall del llindar de pobresa.

## Poblacions més properes
El següent diagrama mostra les poblacions més properes.